# Bianca di Monferrato
Bianca dei Paleologi di Monferrato (Casale Monferrato, inizi di luglio 1472 – Torino, 30 marzo 1519) fu moglie di Carlo I di Savoia.

## Biografia

### Infanzia e fidanzamento

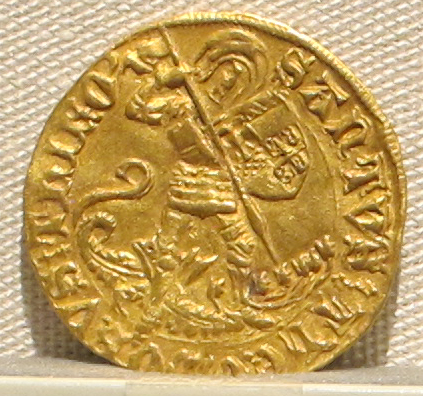
Moneta aurea di Guglielmo VIII del Monferrato

Figlia del marchese Guglielmo VIII Paleologo e della sua seconda moglie Elisabetta Maria Sforza, Bianca nacque subito prima del 14 luglio 1472 e rimase orfana di madre a due mesi di vita; perse il padre all'età di undici anni. 
Sotto la tutela dello zio Bonifacio III venne promessa in sposa al duca Carlo I di Savoia, che tramite questa unione ambiva ad impossessarsi del Monferrato di cui riteneva ormai prossima l'estinzione della dinastia dei Paleologi. 

### Matrimonio

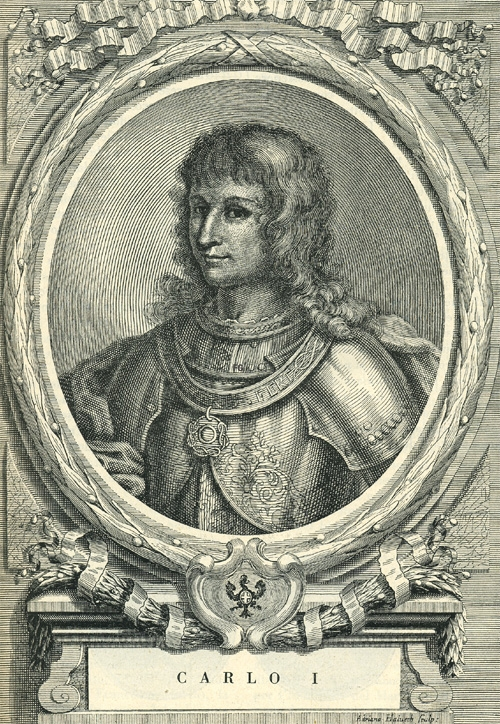
Carlo I di Savoia in una stampa d'epoca

Le nozze furono celebrate nel castello di Casale per procura il 1º aprile 1485, con Carlo rappresentato da Antonio de la Forest, suo ciambellano di fiducia. Il matrimonio fu infatti effettivamente consumato soltanto un mese dopo, in quanto si dovette attendere la dispensa papale vista la consanguineità degli sposi.
Il marito però morì prematuramente nel 1490 a Pinerolo e alla guida del ducato fu posto il loro figlio maschio ancora infante, Carlo Giovanni Amedeo di Savoia, spesso ricordato come Carlo II, di appena due anni.

### Reggenza

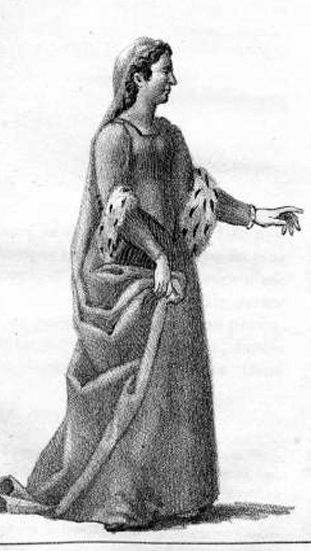
Bianca del Monferrato, reggente del Ducato di Savoia

Dal 1490 al 1496 a causa della giovanissima età del figlio Bianca fu quindi reggente dello Stato Sabaudo, titolo conferitole dall'Assemblea degli Stati Generali riunitasi a Pinerolo dopo la morte del coniuge. Ella chiamò a corte il vescovo francese di Mondovì Antoine Champion affidandogli la carica di cancelliere e si servì pure dell'esperto Sebastiano Ferrero, feudatario piemontese, nominandolo consigliere di Stato e tesoriere generale. Dotata di un carattere forte e combattivo, Bianca, che a soli diciott'anni dovette entrare in politica, si trovò a contrastare i parenti, in particolare l'ambizioso zio del marito Filippo di Bresse, che rivendicavano ciascuno i propri diritti di successione.

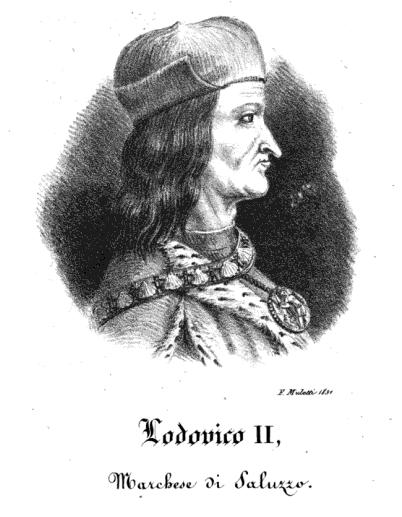
Il marchese Ludovico II di Saluzzo

Anche a livello internazionale, Bianca di Monferrato dette prova di abilità: seppe mantenere lo Stato indipendente e riuscì a destreggiarsi tra il potente e ingombrante regno di Francia e il bellicoso ducato di Milano nel riportare la pace in Piemonte dopo le guerre temporaneamente vittoriose intraprese dal defunto sposo col Marchesato di Saluzzo. Dovette restituire al combattivo marchese Ludovico II il Saluzzese appena conquistato da Carlo I. Rifiutò però di seguire il consiglio di suo zio Ludovico il Moro di trasferire la capitale a Vercelli.

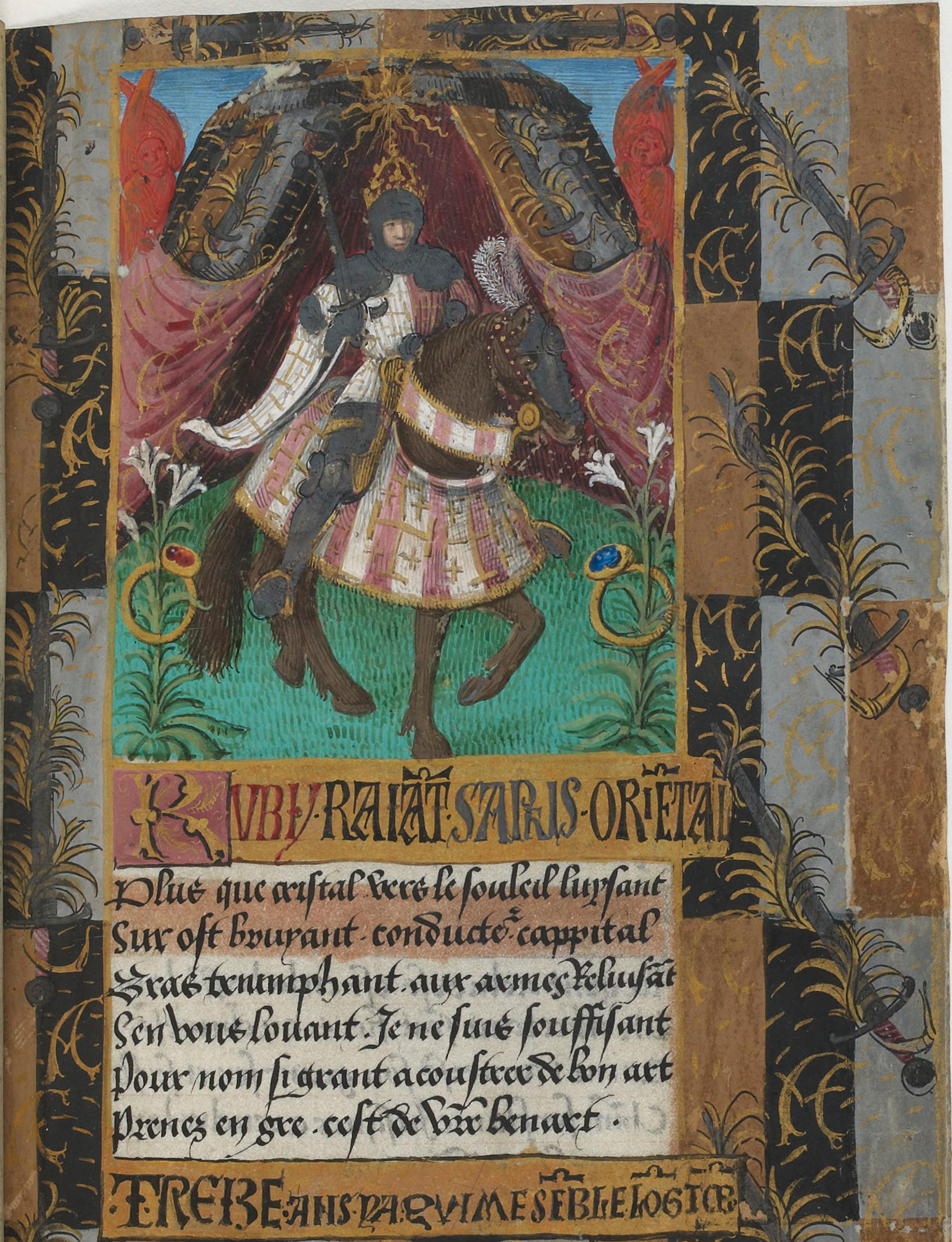
Carlo VIII di Francia a cavallo, "en imperant roy", circa 1495-98

Conferì al cugino Carlo VIII di Francia, che vantava pretese di ingerenza nei territori sabaudi, il permesso di attraversare il Piemonte per giungere nel napoletano (1494), accogliendolo trionfalmente a Torino in occasione del suo passaggio con le truppe e donandogli perfino i suoi gioielli.

### Ultimi anni e morte

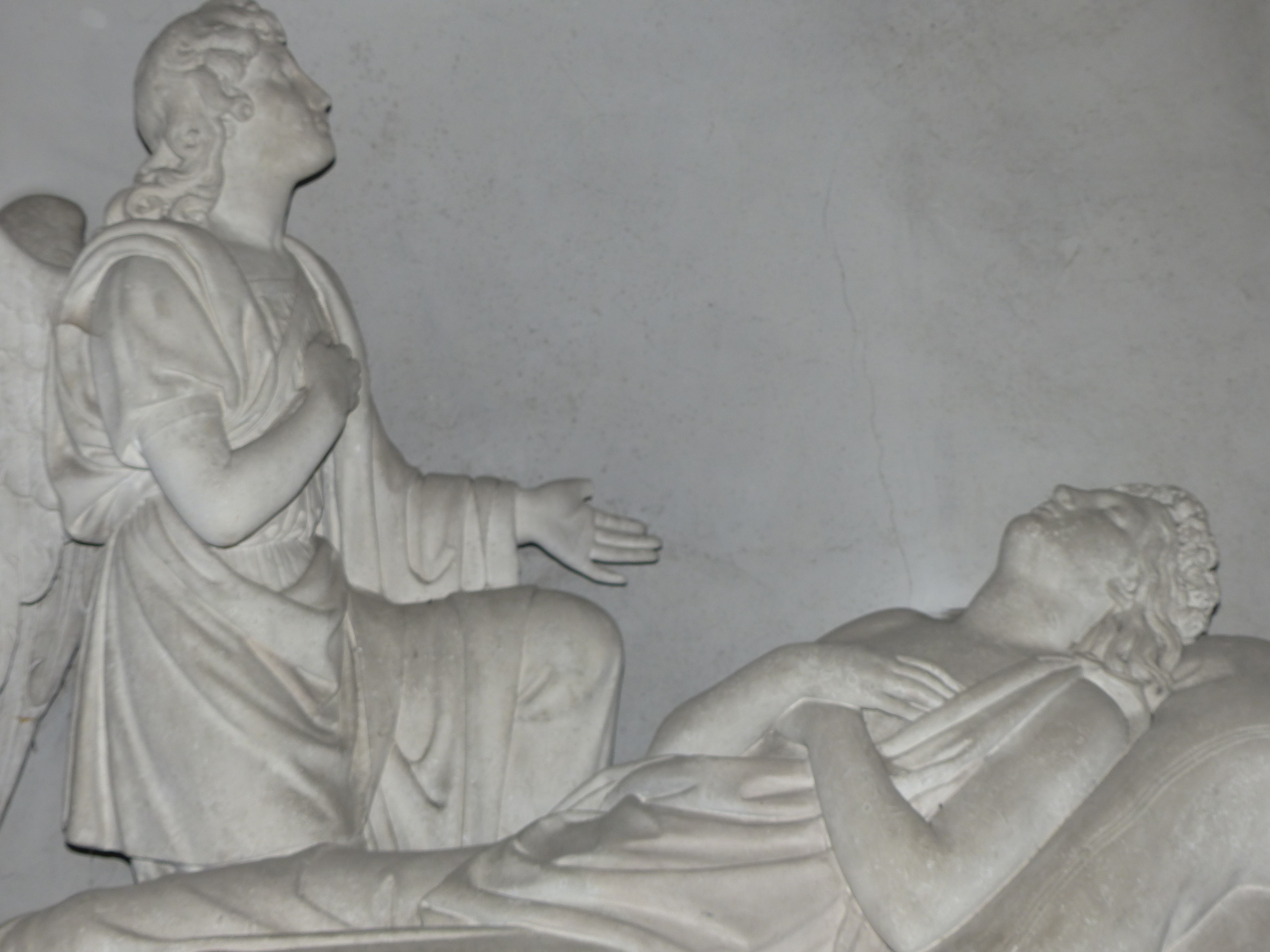
Gisant di Iolanda di Savoia

Morto ancora bambino Carlo II nel 1496, Bianca cedette alle pressioni dell'intrigante Filippo di Bresse il quale riuscì finalmente a diventare Duca, anche se solo per un breve periodo (1496-1497).
 Bianca lasciò il potere e si ritirò quindi a vita privata con la seconda figlia, Iolanda di Savoia, che aveva sposato a nove anni il figlio di Filippo (divenuto duca nel 1497), morendo prematuramente anch'essa nel 1499 all'età di dodici anni. Dopo quell'ennesimo lutto Bianca andò allora a passare gli ultimi anni della sua vita nel castello di Carignano (suo possedimento e che verrà demolito nel 1820), ricevendo persino visite da due re di Francia, Luigi XII (1502 e 1507) e Francesco I (1515), che la omaggiarono e ne richiesero i consigli politici.
 Amante delle feste e soprattutto dei tornei cavallereschi, ne organizzò a Carignano uno in cui giostrò il famoso condottiero francese Pierre Terrail detto il Baiardo.
Oggi è inumata nel presbiterio della chiesa di Nostra Signora delle Grazie a Carignano, in piazza don Bosco.

## Ascendenza
|                                 |                   |                        | Genitori               |  |  | Nonni |  |  | Bisnonni                  |  |  | Trisnonni                  |  |
|                                 |                   |                        |                        |  |  |       |  |  | Teodoro II del Monferrato |  |  | Giovanni II del Monferrato |  |
|                                 |                   |                        |                        |  |  |       |  |  | Teodoro II del Monferrato |  |  | Giovanni II del Monferrato |  |
|                                 |                   | Elisabetta di Maiorca  |                        |  |  |       |  |  | Teodoro II del Monferrato |  |  |                            |  |
| Giovanni Giacomo del Monferrato |                   |                        |                        |  |  |       |  |  | Teodoro II del Monferrato |  |  |                            |  |
|                                 |                   | Giovanna di Bar        | Roberto I di Bar       |  |  |       |  |  |                           |  |  |                            |  |
|                                 |                   | Giovanna di Bar        | Roberto I di Bar       |  |  |       |  |  |                           |  |  |                            |  |
|                                 |                   | Giovanna di Bar        | Maria di Valois        |  |  |       |  |  |                           |  |  |                            |  |
| Guglielmo VIII del Monferrato   |                   | Giovanna di Bar        |                        |  |  |       |  |  |                           |  |  |                            |  |
|                                 |                   | Amedeo VII di Savoia   | Amedeo VI di Savoia    |  |  |       |  |  |                           |  |  |                            |  |
|                                 |                   | Amedeo VII di Savoia   | Amedeo VI di Savoia    |  |  |       |  |  |                           |  |  |                            |  |
|                                 |                   | Amedeo VII di Savoia   | Bona di Borbone        |  |  |       |  |  |                           |  |  |                            |  |
| Giovanna di Savoia              |                   | Amedeo VII di Savoia   |                        |  |  |       |  |  |                           |  |  |                            |  |
|                                 |                   | Bona di Berry          | Giovanni di Valois     |  |  |       |  |  |                           |  |  |                            |  |
|                                 |                   | Bona di Berry          | Giovanni di Valois     |  |  |       |  |  |                           |  |  |                            |  |
|                                 |                   | Bona di Berry          | Giovanna d'Armagnac    |  |  |       |  |  |                           |  |  |                            |  |
| Giovanna del Monferrato         |                   | Bona di Berry          |                        |  |  |       |  |  |                           |  |  |                            |  |
|                                 | Giacomo Attendolo | Giovanni Attendolo     |                        |  |  |       |  |  |                           |  |  |                            |  |
|                                 | Giacomo Attendolo | Giovanni Attendolo     |                        |  |  |       |  |  |                           |  |  |                            |  |
|                                 | Giacomo Attendolo | Elisa Petraccini       |                        |  |  |       |  |  |                           |  |  |                            |  |
| Francesco Sforza                | Giacomo Attendolo |                        |                        |  |  |       |  |  |                           |  |  |                            |  |
|                                 |                   | Lucia Terzani          | …                      |  |  |       |  |  |                           |  |  |                            |  |
|                                 |                   | Lucia Terzani          | …                      |  |  |       |  |  |                           |  |  |                            |  |
|                                 |                   | Lucia Terzani          | …                      |  |  |       |  |  |                           |  |  |                            |  |
| Elisabetta Maria Sforza         |                   | Lucia Terzani          |                        |  |  |       |  |  |                           |  |  |                            |  |
|                                 |                   | Filippo Maria Visconti | Gian Galeazzo Visconti |  |  |       |  |  |                           |  |  |                            |  |
|                                 |                   | Filippo Maria Visconti | Gian Galeazzo Visconti |  |  |       |  |  |                           |  |  |                            |  |
|                                 |                   | Filippo Maria Visconti | Caterina Visconti      |  |  |       |  |  |                           |  |  |                            |  |
| Bianca Maria Visconti           |                   | Filippo Maria Visconti |                        |  |  |       |  |  |                           |  |  |                            |  |
|                                 |                   | Agnese del Maino       | Ambrogio del Maino     |  |  |       |  |  |                           |  |  |                            |  |
|                                 |                   | Agnese del Maino       | Ambrogio del Maino     |  |  |       |  |  |                           |  |  |                            |  |
|                                 |                   | Agnese del Maino       | …                      |  |  |       |  |  |                           |  |  |                            |  |
|                                 |                   | Agnese del Maino       |                        |  |  |       |  |  |                           |  |  |                            |  |